# Pacifigorgia dampieri
Pacifigorgia dampieri is een zachte koraalsoort uit de familie Gorgoniidae. De koraalsoort komt uit het geslacht Pacifigorgia. Pacifigorgia dampieri werd in 2004 voor het eerst wetenschappelijk beschreven door Williams & Breedy. 